# Złotno (Łódź)
Złotno – osiedle administracyjne (jednostka pomocnicza gminy) w zachodniej części Łodzi, w dzielnicy Polesie, zamieszkiwane przez 9167 osób, włączone do Łodzi 20 grudnia 1945.
Obejmuje tereny dawnych podłódzkich wsi, obecnie osiedli: Jasieniec, Huta Jagodnicka, Jagodnica, Jagodnica-Złotno, Stare Złotno, Brus i część Grabieńca.
Jest położone w pobliżu granicy miasta – od zachodu graniczy z gminą Aleksandrów Łódzki, a od południowego zachodu z Konstantynowem Łódzkim. Przepływa przez nie rzeka Jasieniec.
Zabudowę stanowią głównie domy jednorodzinne, w ostatnich latach powstają nowe głównie strzeżone osiedla mieszkaniowe.
Na terenie Złotna leży ponad 150-hektarowy kompleks leśny Brus, na którym dawniej znajdował się poligon wojskowy.
Kolportowane jest pismo „Złotniak”, traktujące o życiu społeczności osiedlowej oraz różnych wydarzeniach (w tym kulturalnych) dziejących się w obrębie osiedla.
Na terenie osiedla funkcjonuje Stowarzyszenie „Złotno Jest Fajne!”, zrzeszające mieszkańców i sympatyków osiedla zaangażowanych w kulturalne i społeczne życie osiedla.

## Położenie
Osiedle położone jest w zachodnim skraju Łodzi. Graniczą z nim następujące osiedla:
- Zdrowie-Mania
- Teofilów
- Retkinia Zachód-Smulsko
- Karolew-Retkinia Wschód (granica przebiega na bardzo małym kawałku powierzchni)

Ponadto ze Złotnem graniczą pomniejsze miejscowości takie jak:
- Konstantynów Łódzki
- Antoniew oraz dalszy nie przylegający do Złotna Rąbień.

## Obiekty

### Oświata
Na osiedlu jedyną znajdującą się szkołą jest Szkoła Podstawowa nr 169 im. Marii Dąbrowskiej w Łodzi mieści się ona przy ulicy Napoleońskiej.

### Związki wyznaniowe
- Kościół rzymskokatolicki

Na osiedlu jedyną wspólnotą wyznaniową jest katolicka Parafia św. Jana Chrzciciela w Łodzi znajdująca się przy ulicy Artylerzystów 4.

## Rada Osiedla
Osiedle ma swoją radę mieszczącą się przy ulicy Garnizonowej 38.